# Paolo Zacchia
Paulo Zacchia (1584, Roma — 1659, Roma) foi um médico, professor, jurista, filósofo e poeta italiano. Acredita-se, de acordo com estudos historiográficos, que Paulo foi médico pessoal do Papa Inocêncio X e do Papa Alexandre VII. Zacchias foi, também, consultor jurídico da Rota Romana, a mais alta corte papal de recursos, e chefe do sistema médico dos Estados Papais. Seu livro mais conhecido, publicado em três volumes, Quaestiones medico-legales (1621-1651), estabeleceu a medicina legal como tópico de estudo da medicina.
O trabalho de Zacchias contém, também, visões supersticiosas sobre magia, bruxaria e demônios que eram amplamente críveis à época. Naquele período, era necessário conhecimento médico e teológico para diferenciar causas naturais de doença de causas sobrenaturais e que poderiam exigir atenção da Igreja Católica. Zacchias era conhecido por uma abordagem cética que tentava eliminar causas naturais antes de diagnosticar os fenômenos como bruxaria. Os médicos da época também foram habilitados a diagnosticar e avaliar os casos entre milagres e causas naturais.

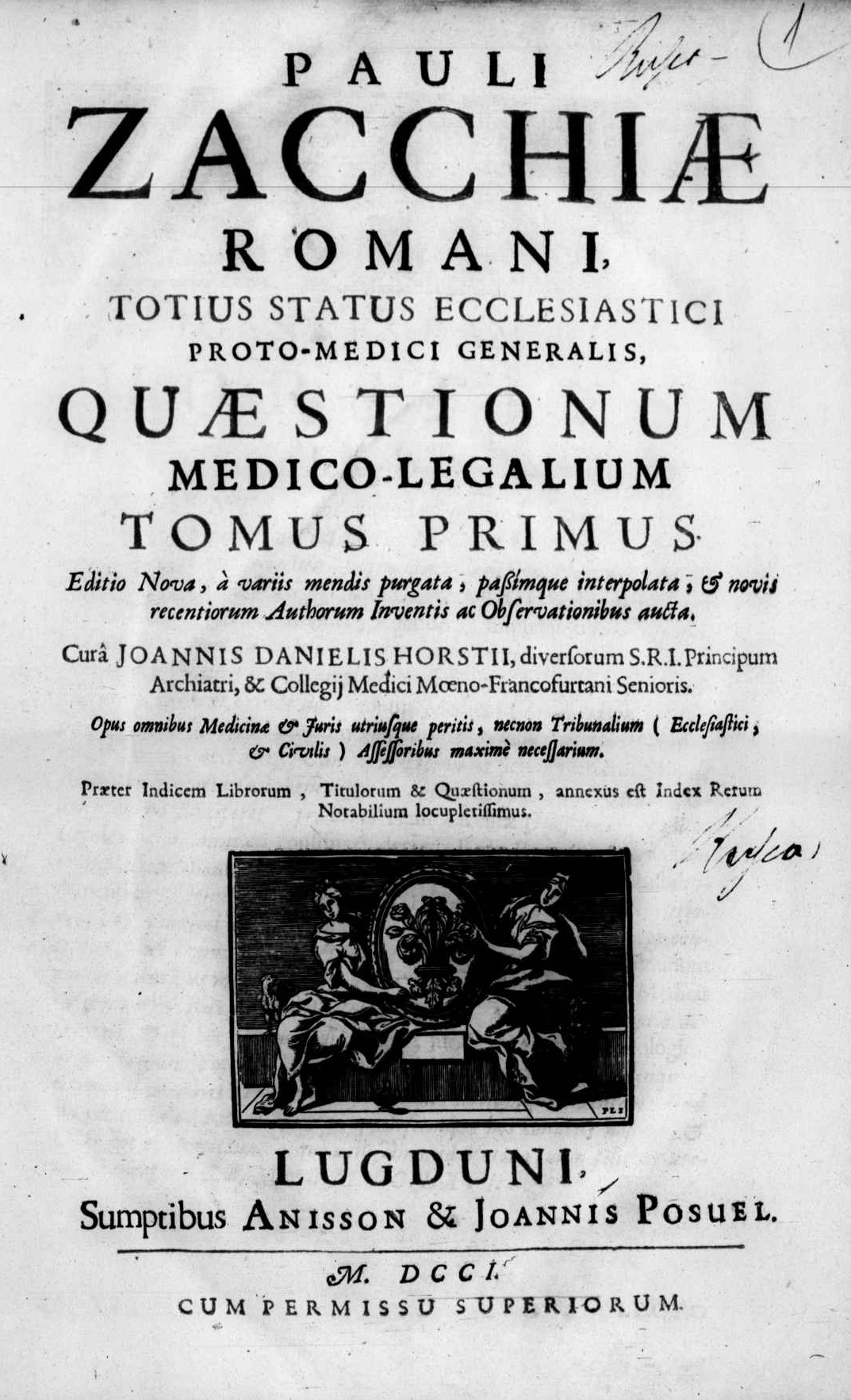
Quaestiones medico-legales, tome I, édition du 1701